# Eochaid III de Dalriada
Pour les articles homonymes, voir Eochaid.
Eochaid mac Echdach ou Eochaid « Angbhaid » mac Echdach' fut roi des scots de  Dál Riata de 726 à 733.

## Origine
Il est  généralement considéré comme le fils d'« Eochu ua Domnaill », c'est-à-dire comme le fils d'Eochaid mac Domangairt mac Domnall Brecc, tué en 697 selon les Annales d'Ulster,.

## Règne
Son  règne bref est inclus dans une période de lutte pour le trône entre les représentants du Cenél Gabráin  et ceux du  Cenél Loáirn ; selon les Synchronismes de Flann Mainistreach qui le nomme  « Eochaid Angbhaid » il s’intercale entre ceux de  Selbach mac Ferchair et Dúngal mac Selbaich.
On relève dans les annales irlandaises trois entrées concernant ce souverain :
- 726

« Dungal est chassé de son royaume » (…)« Echach mac Echac commence à régner ».
- 727

« Rencontre d'Irros Foichnae entre Selbach et la famille d'Eochaid petit-fils de Domnall dans laquelle beaucoup d'hommes d'Argialla tombent ».
- 733

« Mort d’Echach mac Echac ri Dal Riada ».

## Postérité
Eochaid est le père de deux rois de Dál Riata postérieurs : Áed Find et Fergus mac Echdach.